# Mustvee kirik
Mustvee kirik är en luthersk kyrka i nygotisk stil i Mustvee i Estland. Den planerades av J. Maasi och blev klar 1880. Kyrkans ursprungliga inredning förstördes i en brand 1939.